# Santuari Federal de les Tres Gàl·lies

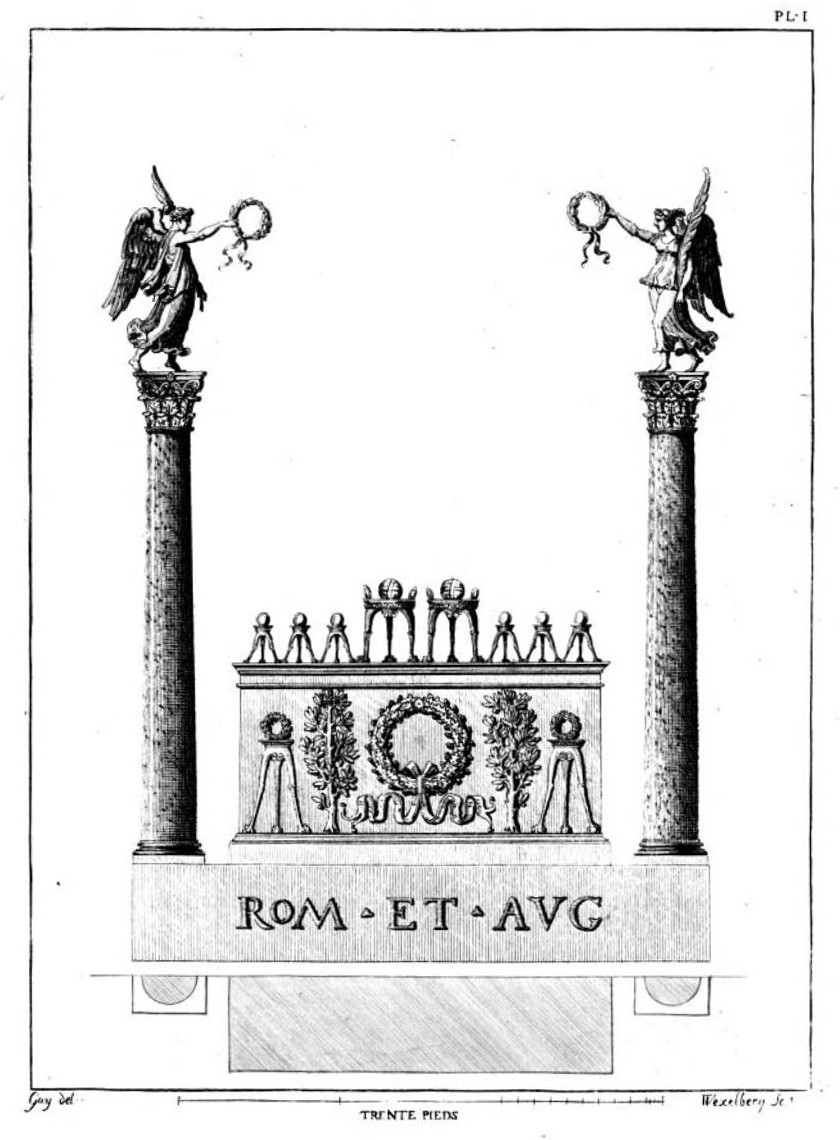
Reconstrucció del Santuari federal de les Tres Gàl·lies

El Santuari federal de les Tres Gàl·lies és un monument construït el 12 aC per Drus, nebot del primer emperador romà Octavi August, à Lugdúnum (Lió, França).
L'emperador August dividí Gàl·lia en 4 províncies, dos de les quals imperials (la Gàl·lia Celta, la Gàl·lia Aquitània i la Gàl·lia Belga) i una de senatorial (la Gàl·lia Narbonesa). Lugdúnum fou considerada com la capital de les Tres Gàl·lies imperials, ja que era allà on s'assentaven els governants. Anualment es reunien els delegats de les seixanta nacions galles a Lugdúnum el primer d'agost, que correspon a la data d'aniversari de la presa d'Alexandria per Octavi i a la festa Lug, Déu del sol celta. Dita reunió es portava a terme al Santuari federal de les Tres Gàl·lies. Els delegats reunits formaven el que s'anomena Consell dels Gals i eren escollits pel senat de les seves viles corresponents d'entre l'aristocràcia gal·la.
El Consell de les Gàl·lies tenia una funció religiosa: rendir el culte a les divinitats de l'Imperi Romà, on Roma i August havien de renova cada any l'aliança que varen establir entre ells. Les cerimònies consistien en sacrificis, processions, jocs, concursos d'eloqüències i poesia. També tenia, d'altra banda, una funció administrativa i política, ja que a través de la reunió els gals transmetien els seus desitjos als emperadors romans.
Del santuari ja no en queda gaire cosa, ja que fou completament destruït. Tanmateix, gràcies als textos de l'època i a les representacions fetes en monedes s'ha pogut reconstruir una imatge digital d'allò que fou lloc importantíssim per als celtes.